# Cúp quốc gia Scotland 1949–50
 Cúp quốc gia Scotland 1949–50 là mùa giải thứ 65 của giải đấu bóng đá loại trực tiếp uy tín nhất Scotland. Chức vô địch thuộc về Rangers khi đánh bại East Fife trong trận Chung kết.

## Vòng Một
| Đội nhà              | Tỉ số | Đội khách           |
| -------------------- | ----- | ------------------- |
| Alloa Athletic       | 0 – 1 | Albion Rovers       |
| Brechin City         | 0 – 3 | Celtic              |
| Clachnacuddin        | 2 – 3 | Stenhousemuir       |
| Clyde                | 4 – 3 | Newton Stewart      |
| Cowdenbeath          | 1 – 0 | Hamilton Academical |
| Dumbarton            | 1 – 0 | Queen’s Park        |
| Dundee United        | 4 – 0 | Ayr United          |
| Dunfermline Athletic | 5 – 3 | Forfar Athletic     |
| East Fife            | 4 – 0 | Fraserburgh         |
| Hearts               | 1 – 1 | Dundee              |
| Hibernian            | 0 – 1 | Partick Thistle     |
| Inverness Caledonian | 0 – 1 | Queen of the South  |
| Kilmarnock           | 1 – 1 | Stirling Albion     |
| Motherwell           | 2 – 4 | Rangers             |
| Raith Rovers         | 3 – 0 | Airdrieonians       |
| Ross County          | 0 – 3 | Greenock Morton     |
| St Johnstone         | 7 – 3 | Leith Athletic      |
| St Mirren            | 1 – 2 | Aberdeen            |
| Stranraer            | 1 – 3 | Falkirk             |
| Third Lanark         | 2 – 1 | Arbroath            |

### Đá lại
| Đội nhà         | Tỉ số | Đội khách  |
| --------------- | ----- | ---------- |
| Dundee          | 1 – 2 | Hearts     |
| Stirling Albion | 3 – 1 | Kilmarnock |

## Vòng Hai
| Đội nhà            | Tỉ số | Đội khách            |
| ------------------ | ----- | -------------------- |
| Albion Rovers      | 1 – 2 | Dunfermline Athletic |
| Third Lanark       | 1 – 1 | Celtic               |
| Partick Thistle    | 5 – 0 | Dundee United        |
| Aberdeen           | 3 – 1 | Hearts               |
| Falkirk            | 2 – 3 | East Fife            |
| Queen of the South | 1 – 1 | Greenock Morton      |
| Raith Rovers       | 3 – 2 | Clyde                |
| Rangers            | 8 – 0 | Cowdenbeath          |
| Stenhousemuir      | 2 – 2 | St Johnstone         |
| Stirling Albion    | 2 – 2 | Dumbarton            |

### Đá lại
| Đội nhà         | Tỉ số | Đội khách          |
| --------------- | ----- | ------------------ |
| Celtic          | 4 – 1 | Third Lanark       |
| Dumbarton       | 1 – 1 | Stirling Albion    |
| Greenock Morton | 0 – 3 | Queen of the South |
| St Johnstone    | 2 – 4 | Stenhousemuir      |

#### Đá lại lần 2
| Đội nhà         | Tỉ số | Đội khách |
| --------------- | ----- | --------- |
| Stirling Albion | 6 – 2 | Dumbarton |

## Vòng Ba
| Đội nhà              | Tỉ số | Đội khách     |
| -------------------- | ----- | ------------- |
| Celtic               | 0 – 1 | Aberdeen      |
| Dunfermline Athletic | 1 – 4 | Stenhousemuir |

## Tứ kết
| Đội nhà            | Tỉ số | Đội khách       |
| ------------------ | ----- | --------------- |
| Partick Thistle    | 5 – 1 | Stirling Albion |
| Queen of the South | 3 – 3 | Aberdeen        |
| Rangers            | 1 – 1 | Raith Rovers    |
| Stenhousemuir      | 0 – 3 | East Fife       |

### Đá lại
| Đội nhà      | Tỉ số | Đội khách          |
| ------------ | ----- | ------------------ |
| Aberdeen     | 1 – 2 | Queen of the South |
| Raith Rovers | 1 – 1 | Rangers            |

#### Đá lại lần 2
| Đội nhà | Tỉ số | Đội khách    |
| ------- | ----- | ------------ |
| Rangers | 2 – 0 | Raith Rovers |

## Bán kết
| Partick Thistle | v | East Fife |
| --------------- | - | --------- |
|                 |   |           |

| Rangers | v | Queen of the South |
| ------- | - | ------------------ |
|         |   |                    |

### Đá lại
| Rangers | v | Queen of the South |
| ------- | - | ------------------ |
|         |   |                    |

## Chung kết
| Rangers            | v          | East Fife |
| ------------------ | ---------- | --------- |
| Thornton · Findlay | Soccerbase |           |

### Đội bóng
| RANGERS:               |  |                  |
|                        |  |                  |
| GK                     |  | Bobby Brown      |
| RB                     |  | George Young     |
| LB                     |  | Jock Shaw        |
| RH                     |  | Ian McColl       |
| CH                     |  | Willie Woodburn  |
| LH                     |  | Sammy Cox        |
| RW                     |  | Eddie Rutherford |
| IR                     |  | Willie Findlay   |
| CF                     |  | Willie Thornton  |
| IL                     |  | Jimmy Duncanson  |
| LW                     |  | Willie Rae       |
| ’‘‘Huấn luyện viên:’’’ |  |                  |
| Bill Struth            |  |                  |

| EAST FIFE:             |  |                 |
|                        |  |                 |
| GK                     |  | Gordon Easson   |
| RB                     |  | Willie Laird    |
| LB                     |  | Sammy Stewart   |
| RH                     |  | Jimmy Philp     |
| CH                     |  | Willie Finlay   |
| LH                     |  | George Aitken   |
| RW                     |  | Bobby Black     |
| IR                     |  | Charlie Fleming |
| CF                     |  | Henry Morris    |
| IL                     |  | Allan Brown     |
| LW                     |  | Davie Duncan    |
| ’‘‘Huấn luyện viên:’’’ |  |                 |
| Scot Symon             |  |                 |